# Evangelisches Studienwerk Villigst
Das Evangelische Studienwerk e. V. Villigst ist eines der dreizehn großen Begabtenförderungswerke in Deutschland. Es vergibt nach bestimmten Kriterien Stipendien aus öffentlichen Mitteln an besonders begabte und gesellschaftlich engagierte Studierende und Promovierende aller Fachrichtungen.
Es werden derzeit etwa 1.500 Studierende für die Dauer ihres gesamten Studiums sowie etwa 280 Promovierende gefördert.
Neuaufnahmen in die Förderung erfolgen zum Beginn des Sommer- und Wintersemesters. Die Aufnahme in die Förderung des evangelischen Studienwerks ist wie bei allen Begabtenförderungswerken sehr kompetitiv. Von allen eingehenden Bewerbungen wurden in den letzten Jahren etwa 11 % an- und in die Förderung aufgenommen. Seit Gründung konnte das evangelische Studienwerk mehr als 6.000 Studierende fördern.
Das Studienwerk hat seinen Sitz im Haus Villigst in Schwerte und ist das drittälteste der dreizehn großen Begabtenförderungswerke in Deutschland.

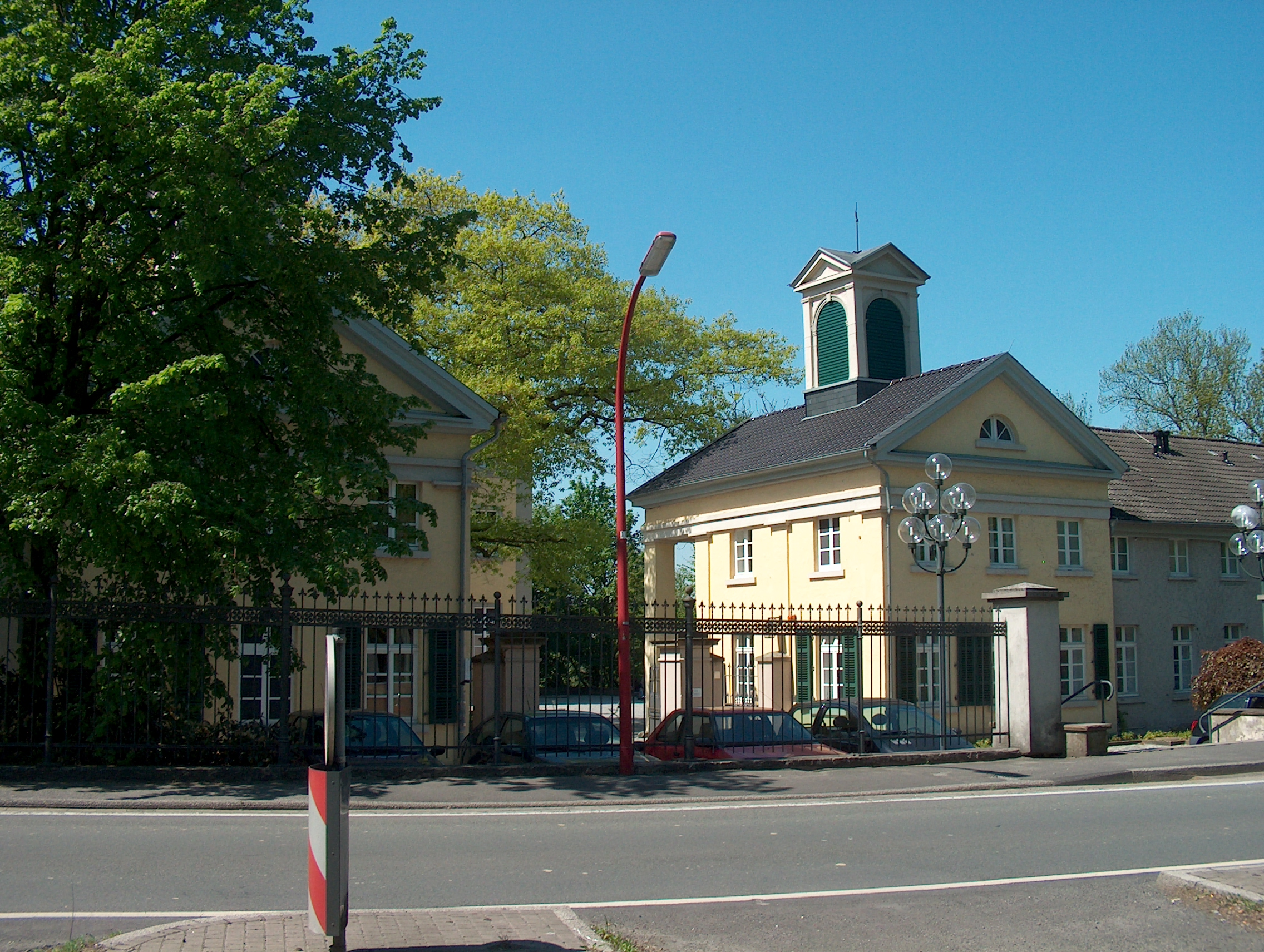
Haus Villigst, Eingangsbereich

## Geschichte
1948 wurde das Evangelische Studienwerk als Begabtenförderwerk der evangelischen Kirche ins Leben gerufen. Die Gründung geht dabei auf die Ankunft von 16 „Werksemester“-Studierenden in Haus Villigst bei Schwerte zurück. Diese Studierenden setzten den während des Krieges zerstörten ehemaligen Adelssitz wieder in Stand und finanzierten ihre akademische Ausbildung durch Arbeit in den umliegenden Industriebetrieben des Ruhrgebiets. Die so erworbenen Gelder bildeten die ersten Stipendien. Die erste Gründungsversammlung war am 15. November 1948. Die formell-rechtliche Gründung des Studienwerks fand knapp ein Jahr später am 2. November 1949 in Frankfurt am Main statt.
Nach dem Ende der nationalsozialistischen Diktatur sollte dem Studienwerk die Aufgabe zukommen, an der Herausbildung neuer, christlich-protestantisch geprägter Führungspersönlichkeiten mitzuwirken. Durch die Vernetzung sowie die fachliche und persönliche Förderung junger Menschen mit einem ausgeprägten Bewusstsein für die Wahrnehmung gesellschaftlicher Verantwortung soll ein Beitrag zur demokratischen Entwicklung der Bundesrepublik geleistet werden.
Mehr als 6000 junge Menschen wurden inzwischen sowohl finanziell als auch ideell durch das Evangelische Studienwerk unterstützt. Zu dessen Leitern gehörte unter anderem der Theologe und Psychologe sowie Vorstandsmitglied der Deutschen Gesellschaft für Pastoralpsychologie Gernot Czell.
Im Jahr 2023 feierte das Evangelische Studienwerk sein 75-jähriges Bestehen.

## Christlich-protestantisches Profil und Leitbild
Nach dem Grundverständnis des Begabtenförderungswerks beschränkt sich gelebter christlicher Glaube nicht auf den persönlichen Bereich. Vielmehr obliegt es jedem Einzelnen, gerade im gesellschaftlichen Bereich die eigene christliche Verantwortung wahrzunehmen und besondere intellektuelle und künstlerische Begabungen sozial, zukunftsorientiert und in offenen gemeinschaftlichen Bezügen zu investieren.
Die Stipendiaten und ehemaligen Stipendiaten des Evangelischen Studienwerks sollen diesem Erfordernis in ihrer gesellschaftlichen Position in jedem Bereich nachkommen, sei es in Wissenschaft, Politik, Wirtschaft, Kirche, Kultur oder Rechtspflege. Hierfür erwartet das Studienwerk von den Stipendiaten eine hohe Bereitschaft zur individuellen Bildung sowie die Bereitwilligkeit für den Einsatzes der erworbenen Fähigkeiten in der Gesellschaft.

## Förderprogramme
Das Begabtenförderungswerk unterscheidet verschiedene Förderprogramme, die jeweils die „Förderung im materiellen und ideellen Sinne“ umfassen.
Für die Grundförderung, an der die meisten Stipendiaten teilhaben, können sich Abiturienten und Hochschulstudierende bis zum dritten Fachsemester (Zeitpunkt der Bewerbung) bewerben. Der Kontakt zum Evangelischen Studienwerk wird durch Eigenbewerbung oder Empfehlung aufgenommen. Nach einer erfolgreichen Bewerbung nehmen die Stipendiaten ohne Probezeit für die Dauer des gesamten Studiums an der Förderung teil. Zu den Erfordernissen einer Bewerbung und zum Bewerbungsverfahren siehe unten.
Mit dem Promotionsstipendium bietet das Evangelische Studienwerk ein gesondertes Programm für Promovierende aller Fachrichtungen an. Dieses Programm umfasst derzeit etwa 200 Stipendiaten. Die Förderung erfolgt zunächst für zwei Jahre, kann aber auf Antrag auf drei Jahre verlängert werden.
Das Stipendium für Geflüchtete richtet sich an Studierende mit Fluchterfahrung, die an deutschen Hochschulen studieren. Studierende aller Religionen und Glaubensrichtungen können sich bewerben, Voraussetzungen sind neben der Fluchtgeschichte Deutschkenntnisse auf dem Niveau C1 sowie eine Förderberechtigung nach § 8 BAföG. Die Förderung umfasst neben finanzieller Unterstützung auch eine persönliche Begleitung und viele weitere Angebote.
Im Rahmen des Projekts »Begabung aus-bilden« des Bundesministeriums für Bildung und Forschung wird aktuell an der Entwicklung eines Studienprogramms für junge Menschen in Ausbildungsberufen geschaffen. Die Förderung soll wie die Grundförderung für Studierende finanzieller und ideeller Natur sein. Es sollen spezielle Förderformate für diese neue Zielgruppe geschaffen werden.

## Ideelle und materielle Förderung
Die Förderung durch das Evangelische Studienwerk umfasst in allen Stipendienprogrammen die materielle, finanzielle und die ideelle, persönlichkeitsbildende Förderung.

### Materielle Förderung
In der [Grundförderung] erhält jeder Stipendiat – gemäß den Vergaberichtlinien des Bundesministerium für Bildung und Forschung – eine monatliche Studienkostenpauschale von 300 Euro, welche unterschiedslos gewährt wird. Abhängig von der persönlichen Situation und vom Einkommen der Eltern wird daneben auf Grundlage der Richtlinien des Bundesministeriums für Bildung und Forschung ein Stipendium von bis zu 812 Euro im Monat gewährt. Des Weiteren unterstützt das Evangelische Studienwerk durch die Übernahme von Reisekosten und Studiengebühren sowie durch spezielle Zuschläge die Durchführung von Auslandsstudienaufenthalten der Stipendiaten. Gefördert werden auch Sprachkurse im Ausland.
Promovierende erhalten eine monatliche Forschungspauschale von 100 Euro und ein Stipendium von bis zu 1.450 Euro im Monat. Kinderbetreuungskosten werden bezuschusst, ein Elternjahr gefördert.
Die Zuwendungen des Studienwerks müssen, anders als BAföG-Leistungen, nach dem Ende des Studiums nicht zurückgezahlt werden.

### Ideelle Förderung
Die ideelle Förderung durch das Evangelische Studienwerk umfasst ein Seminarprogramm, die Möglichkeit zur aktiven Beteiligung in den stipendiatischen Gremien des Studienwerks und die persönliche Studienbetreuung der Stipendiaten.

#### Seminarprogramm
Den Schwerpunkt der ideellen Förderung durch Seminare und interdisziplinäre Veranstaltungen bildet die jährlich stattfindende so genannte Sommeruniversität. Diese umfasst mehrtägige Seminarveranstaltungen, die meist im Sitz des Studienwerks und der Evangelischen Akademie in Meißen abgehalten werden. Die Seminare finden in den Monaten August und September parallel zueinander statt. Die Sommeruni verfolgt bewusst einen interdisziplinären Ansatz und eine gezielt wissenschaftliche Herangehensweise an die behandelten Themen. Sie ist auch für Außenstehende offen, die an den Seminaren teilnehmen können. Sie wird jährlich durch den stipendiatischen Programmausschuss zu einem ausgewählten Oberthema vorbereitet.
Neben der Sommeruni finden regelmäßig Fachtagungen, Promovierendentreffen und Veranstaltungen in Kooperation mit den anderen Begabtenförderungswerken oder auch Unternehmen statt.

#### Beteiligung der Stipendiaten
Ein wichtiger Grundsatz des Studienwerks ist die konsequente Beteiligung der Stipendiaten in allen Bereichen des Studienwerks. Stipendiaten sind in den Auswahlkommissionen vertreten, bereiten Seminare und Fachtagungen vor und sind an den Hochschulen in Hochschulgruppen, den Konventen, aktiv. Insbesondere hat jedoch der stipendiatische Senat die Möglichkeit, das Geschehen und die Diskussionen im Studienwerk aktiv mitzubestimmen. Auch in der Geschäftsstelle, im Aufsichtsrat und im Kuratorium des Evangelischen Studienwerks sind die Stipendiaten direkt vertreten. Des Weiteren existieren verschiedene stipendiatische Arbeitsgemeinschaften, die sich schwerpunktmäßig mit einzelnen Themen auseinandersetzen sowie das stipendiatische Magazin Brühwürfel.

#### Betreuung
Eine persönliche Studienbetreuung ist Bestandteil der Förderung. Hierzu ist das Studienwerk an jedem Hochschulort durch Vertrauensdozenten vertreten. Im Studienwerk selbst ist jedem Hochschulort ein Studienleiter zugeordnet, die den persönlichen Kontakt zu den Stipendiaten halten.

### Verpflichtungen der Stipendiaten
Stipendiaten verpflichten sich zur Teilnahme an einer Einführungsfreizeit, der Mitarbeit in der Öffentlichkeitsarbeit und der Anfertigung regelmäßiger Semester- oder Jahresberichte.

## Struktur
Der eingetragene gemeinnütziger Verein wird getragen von den evangelischen Landeskirchen in Deutschland. Die Stipendien werden aus Mitteln des Bundesministeriums für Bildung und Forschung gezahlt. Das Bildungsprogramm wird aus Beiträgen der Kirchen und privaten Spenden finanziert. Private Mittel fließen dem Studienwerk auch aus der Stiftung Evangelische Begabtenförderung zu.
Der Sitz der Verwaltung befindet sich im Haus Villigst bei Schwerte. Die Geschicke des Evangelischen Studienwerks werden hauptsächlich von der Leitung und dem Vorstand des Studienwerks gelenkt, die mit den stipendiatischen Gremien zusammenarbeiten. Im Kuratorium sind unter anderem Vertreter der Landeskirchen und der ehemaligen Stipendiaten vertreten. An den einzelnen Hochschulorten sind die Stipendiaten in Konventen organisiert. Die ehemaligen Stipendiaten sind als so genannte Altvilligster in Regionalgruppen verbunden und durch den Fünferrat an den Entscheidungsprozessen im Studienwerk beteiligt.

## Prominente Altvilligster
Zu den bekanntesten ehemaligen Stipendiaten zählen:
- Jörg Asmussen, Mitglied im Direktorium der Europäischen Zentralbank
- Arnulf Baring, Historiker[13]
- Kurt Biedenkopf, ehemaliger sächsischer Ministerpräsident
- Alfred Buß,[14] evangelischer Theologe, ehemaliger Präses der Evangelischen Kirche von Westfalen
- Otto von Campenhausen, ehemaliger Präsident des Kirchenamts der EKD
- Angelika Dörfler-Dierken, evangelische Theologin und Kirchenhistorikerin
- Thomas Eller,[14] Künstler und Autor
- Martin Führ, Jurist, Professor an der Hochschule Darmstadt
- Wolfgang Herzog, Mediziner, ehemaliger Professor der Universität Heidelberg
- Edzard Hüneke, Sänger der A-cappella-Gruppe Wise Guys
- Bernd Janowski, evangelischer Theologe und Alttestamentler
- Siglinde Kallnbach, bildende Künstlerin
- Margot Käßmann,[14] Bischöfin a. D., ehemalige Vorsitzende des Rates der EKD
- Paul Alfred Kleinert, Schriftsteller
- Hans-Jürgen Krupp, Ökonom und Politiker (SPD)
- Benjamin Lang, Komponist und Professor für Musiktheorie (Berlin)
- Ulrich Lilie, evangelischer Theologe, ehemaliger Diakonie-Präsident
- Kristof Magnusson,[14] Schriftsteller
- Dieter Mehl, emeritierter Professor für Anglistik
- Sumaya Farhat-Naser, palästinensische Friedensvermittlerin im Westjordanland
- Konrad Raiser, ehemaliger Generalsekretär des Ökumenischen Rats der Kirchen
- Margot von Renesse,[14] Bundestagsabgeordnete (SPD)
- Henning Scherf,[14] ehemaliger Bremer Bürgermeister
- Bernhard Schlink, Juraprofessor und Schriftsteller
- Ulrich Schöntube, Theologe und Direktor des Berliner Missionswerkes
- Katja Werthmann,  Ethnologin, Regionalschwerpunkt Westafrika, Professorin an der Universität Leipzig
- Roger Willemsen,[14] Publizist und Fernsehmoderator
- Rainer Zitelmann, Journalist und Historiker
- Anna von Notz,[15] Rechtswissenschaftlerin, Mitglied des Rates der EKD

## Bewerbungs- und Auswahlverfahren
Die Bewerbung um ein Stipendium steht allen Mitgliedern einer evangelischen Landeskirche offen, die im höchstens dritten Semester an einer deutschen Hochschule studieren oder unmittelbar vor Aufnahme des Studiums stehen. Wer nicht zu einer evangelischen Landeskirche gehört, kann sich ebenfalls bewerben und formuliert dann in einem Motivationsschreiben Gedanken zu Glaube, Kirche und Religion. Dieses Schreiben wird von einem separaten Ausschuss geprüft. Nach dem Eingang der Initiativbewerbung, welche neben dem Motivationsschreiben und einem Lebenslauf auch verschiedene Gutachten von (Hochschul-)Lehrern zur fachlichen Eignung und gesellschaftlichem Engagement umfasst, werden die Bewerber zu lokalen Vorauswahlgesprächen mit Vertretern des Studienwerks eingeladen. Im Anschluss besucht ein Teil der Bewerber eine zweitägige Hauptauswahl im Haus Villigst, währenddessen anhand von Gruppendiskussionen und Einzelgesprächen über eine Aufnahme der Bewerber in die Förderung entschieden wird. Die Aufnahme erfolgt ohne Probezeit für die Dauer des gesamten Studiums.
Wie bei allen großen Begabtenförderwerken ist das Bewerbungsverfahren sehr kompetitiv und nur ein kleiner Teil der Bewerbenden erhält am Ende eine Aufnahme in die Förderung. Über die letzten Jahre lag die Aufnahmequote aller vollständig eingegangenen Bewerbungen dabei zwischen 7,2 % und 16,11 %.
Für Promotionsstudenten ist insbesondere ein zügig durchgeführtes und überdurchschnittlich gut abgeschlossenes Studium Voraussetzung für eine Bewerbung um ein Stipendium. Anhand der schriftlichen Bewerbung, die insbesondere eine detaillierte Beschreibung des Promotionsvorhabens enthalten muss, und eines persönlichen Gesprächs, wird über die Aufnahme in die Promotionsförderung entschieden.

## Zahlen und Statistiken

### Bewerbendenzahlen und Erfolgsquoten
Das Studienwerk veröffentlicht jedes Jahr seinen Jahresberichten die konkreten Zahlen zu den eingegangenen Bewerbungen und aufgenommenen Stipendiaten. Hierbei zeigt sich, dass ein Großteil aller Bewerbenden, die eine vollständige Bewerbung für die Grundförderung einreichen, auch zu einem Gespräch im Rahmen der Vorauswahl eingeladen werden können (im Durchschnitt der Jahre 2019 bis 2023 waren es 76,67 %). Von diesen wird ungefähr jeder dritte/vierte Bewerbende zur Hauptauswahl eingeladen (im Durchschnitt der Jahre 2019 bis 2023 waren es 28,48 %). Etwa jeder zweite Teilnehmende an der Hauptauswahl wird im Anschluss in die Förderung aufgenommen (im Durchschnitt der Jahre 2019 bis 2023 waren es 54,1 %), sodass in Summe etwa jeder zehnte Bewerbende am Ende des Verfahrens eine Zusage zur Aufnahme in die Förderung durch das Studienwerk erhält (im Durchschnitt der Jahre 2019 bis 2023 waren es 12,26 %).
| Aufnahmeverfahren der Grundförderung            | Mittelwert 2019–2023 | Juli 2023 | Februar 2023 | Juli 2022 | Februar 2022 | Juli 2021   | Februar 2021 | Juli 2020 | Februar 2020 | Juli 2019 | Februar 2019 |
| ----------------------------------------------- | -------------------- | --------- | ------------ | --------- | ------------ | ----------- | ------------ | --------- | ------------ | --------- | ------------ |
| Anzahl an vollständig eingegangenen Bewerbungen | 993                  | 719       | 714          | 831       | 821          | - A         | - A          | 1079      | 933          | 1461      | 1387         |
| Teilnehmende an der Vorauswahl                  | 741                  | 540       | 531          | 635       | 657          | 720         | 734          | 985       | 900          | 840       | 863          |
| Teilnehmende an der Hauptauswahl                | 211                  | 203       | 206          | 207       | 214          | 212         | 210          | 213       | 196          | 224       | 224          |
| Aufnahmen                                       | 114                  | 115       | 115          | 115       | 111          | 117         | 116          | 120       | 113          | 105       | 114          |
| Vorauswahlquote 1                               | 76,67 %              | 75,1 %    | 74,37 %      | 76,41 %   | 80,02 %      | - B         | - B          | 91,29 %   | 96,46 %      | 57,49 %   | 62,22 %      |
| Hauptauswahlquote 2                             | 22,54 %              | 28,23 %   | 28,85 %      | 24,91 %   | 26,07 %      | - B         | - B          | 19,74 %   | 21,01 %      | 15,33 %   | 16,15 %      |
| Aufnahmequote 3                                 | 12,26 %              | 15,99 %   | 16,11 %      | 13,84 %   | 13,52 %      | (16,25 %) C | (15,8 %) C   | 11,12 %   | 12,11 %      | 7,19 %    | 8,22 %       |

### Zusammensetzung der Stipendiatenschaft
In seinem Jahresbericht gibt das Studienwerk auch Auskunft über die Zusammensetzung der Stipendiatenschaft, wobei unter anderem Daten zu Fächerzugehörigkeiten, Migrationshintergrund, Region und Erstakademikerschaft ausgegeben werden.

#### Fächerverteilung
Der Großteil der geförderten Studierenden des Studienwerks im Bereich der Grundförderung studiert ein Fach der Geisteswissenschaften, der Medizin und Gesundheitswissenschaften oder der Rechts-, Wirtschafts- und Sozialwissenschaften (in Summe bilden Studierende dieser drei Fachbereiche etwa 70 % aller Stipendiaten des Studienwerks ab). Daneben stellen auch die Studierenden der Ingenieurwissenschaft, der Mathematik und der Naturwissenschaften eine recht große Gruppe dar (etwa 20 % der Stipendiaten). Betrachtet man die Zusammensetzung der Studierendenlandschaft nach Fächern in Deutschland, so bilden die Geförderten diese Verteilung in etwa ab, wobei insbesondere die Medizin und Gesundheitswissenschaften statistisch betrachtet überrepräsentiert sind (im Jahr 2022 in der dt. Studierendenschaft: ca. 6,9 %; bei Villigst: 18,3 %), während die Ingenieurwissenschaften statistisch betrachtet unterrepräsentiert sind (im Jahr 2022 in der dt. Studierendenschaft: ca. 26,2 %; bei Villigst: 11,7 %). Dieser statistische Umstand betrifft dabei nicht nur das evangelische Studienwerk, sondern auch andere Förderwerke der Begabtenförderung.
| Fachbereich in der Grundförderung              | 2023   | 2022   | 2021   | 2020   | 2019   |
| ---------------------------------------------- | ------ | ------ | ------ | ------ | ------ |
| Agrar-, Forst- und Ernährungswissenschaften    | 1,4 %  | 1,7 %  | 1,3 %  | 1,2 %  | 1,2 %  |
| Geisteswissenschaften                          | 16,2 % | 16,5 % | 16,9 % | 18,5 % | 19,2 % |
| Ingenieurwissenschaften                        | 12 %   | 11,7 % | 10,3 % | 9,8 %  | 9,8 %  |
| Kunst und Kunstwissenschaft                    | 5 %    | 5 %    | 4,8 %  | 4,9 %  | 5,3 %  |
| Mathematik und Naturwissenschaften             | 11,2 % | 11,5 % | 12,2 % | 12,9 % | 12,6 % |
| Medizin und Gesundheitswissenschaften          | 18,8 % | 18,3 % | 18,9 % | 19,6 % | 19 %   |
| Rechts-, Wirtschafts- und Sozialwissenschaften | 35,2 % | 35,3 % | 35,5 % | 33 %   | 32,6 % |
| Sport                                          | 0,1 %  | 0,1 %  | 0,1 %  | 0,1 %  | 0,2 %  |

Im Bereich der Promotion verändert sich die Zusammensetzung teilweise deutlich. So gehört ein signifikant geringerer Anteil der geförderten Promovierenden dem Bereich der Medizin und Gesundheitswissenschaften an und auch der Anteil der Rechts-, Wirtschafts- und Sozialwissenschaften nimmt ab, während insbesondere die Geisteswissenschaften sowie die Kunst- und Kunstwissenschaften einen höheren Anteil an den Promotionsgeförderten stellen. Dies lässt sich zum Teil durch die Bewerbungsvoraussetzungen für die Promotionsförderung begründen, da beispielsweise die medizinische Dissertation (zum Dr. med.) nicht dediziert gefördert werden kann und eine Bewerbung grundsätzlich ausgeschlossen ist. Zum anderen sind die Promotionsquoten in Deutschland gerade in den Sozial-, Wirtschafts- und Sozialwissenschaften und den Ingenieurwissenschaften im Vergleich zu den anderen Fachbereichen geringer, sodass ein potentiell kleinerer Anteil an Bewerbenden aus diesen Gebieten zur Verfügung steht.
| Fachbereich in der Promotionsförderung         | 2023   | 2022   | 2021   | 2020   | 2019   |
| ---------------------------------------------- | ------ | ------ | ------ | ------ | ------ |
| Agrar-, Forst- und Ernährungswissenschaften    | 1,5 %  | 1,8 %  | 1,4 %  | 2,5 %  | 2,7 %  |
| Geisteswissenschaften                          | 51,6 % | 48,9 % | 47,7 % | 44,6 % | 44,6 % |
| Ingenieurwissenschaften                        | 2,9 %  | 2,8 %  | 2,1 %  | 2,1 %  | 1,2 %  |
| Kunst und Kunstwissenschaft                    | 9,9 %  | 10,6 % | 9,5 %  | 8,8 %  | 8,1 %  |
| Mathematik und Naturwissenschaften             | 16,5 % | 16,5 % | 17,9 % | 18,6 % | 17,8 % |
| Medizin und Gesundheitswissenschaften          | 1,8 %  | 1,8 %  | 1,4 %  | 1,1 %  | 0,4 %  |
| Rechts-, Wirtschafts- und Sozialwissenschaften | 15,4 % | 17,3 % | 19,6 % | 22,5 % | 25,2 % |
| Sport                                          | 0,4 %  | 0,4 %  | 0,4 %  | 0 %    | 0 %    |

#### Migrationshintergrund
Der Anteil an Stipendiaten mit Migrationshintergrund hat in den letzten Jahren in der Grundförderung kontinuierlich zugenommen und liegt im Jahr 2023 bei 22 % aller Geförderten. Im Bereich der Promotionsförderung sind die Zahlen bis 2021 vergleichsweise konstant über die Zeit geblieben und dann 2022 und 2023 jeweils um etwa absolut 5 % abgefallen. Sie liegen bei zuletzt 25 % im Jahr 2023.
| Migrationshintergrund | 2023 | 2022 | 2021 | 2020 | 2019 | 2018 | 2017 |
| --------------------- | ---- | ---- | ---- | ---- | ---- | ---- | ---- |
| Grundförderung        | 22 % | 22 % | 21 % | 19 % | 19 % | 17 % | 15 % |
| Promotionsförderung   | 25 % | 30 % | 34 % | 34 % | 36 % | 35 % | 33 % |

#### Bildungsherkunft
Der Anteil an Stipendiaten ohne akademischen Familienhintergrund (sog. Erstakademiker) betrug die letzten Jahre konstant etwa 1/3 aller geförderten Studierenden.
| Erstakademiker | 2023 | 2022 | 2021 | 2020 | 2019 | 2018 | 2017 |
| -------------- | ---- | ---- | ---- | ---- | ---- | ---- | ---- |
| Grundförderung | 31 % | 31 % | 32 % | 32 % | 32 % | 33 % | 33 % |

#### Geschlecht
Sowohl in der Grundförderung als auch der Promotionsförderung sind Frauen mehr als Männer vertreten, wobei die Zahlen über die letzten Jahre relativ konstant geblieben sind und somit keine Verstärkung oder Abschwächung dieses Trends zu beobachten war.
| Geschlechterverteilung Grundförderung | 2023         | 2022         | 2021         | 2020         | 2019         | 2018         | 2017         |
| ------------------------------------- | ------------ | ------------ | ------------ | ------------ | ------------ | ------------ | ------------ |
| Männlich                              | 634 (41,7 %) | 629 (41,6 %) | 609 (40,6 %) | 605 (40,8 %) | 596 (40,8 %) | 586 (40,7 %) | 545 (39,6 %) |
| Weiblich                              | 880 (57,8 %) | 874 (57,8 %) | 881 (58,8 %) | 873 (58,8 %) | 861 (58,9 %) | 855 (59,3 %) | 830 (60,4 %) |
| Divers                                | 7 (0,5 %)    | 8 (0,5 %)    | 9 (0,6 %)    | 6 (0,4 %)    | 4 (0,3 %)    | -            | -            |

| Geschlechterverteilung Promotionsförderung | 2023         | 2022         | 2021         | 2020         | 2019         | 2018         | 2017         |
| ------------------------------------------ | ------------ | ------------ | ------------ | ------------ | ------------ | ------------ | ------------ |
| Männlich                                   | 101 (37 %)   | 112 (39,4 %) | 116 (40,7 %) | 118 (41,4 %) | 101 (39,1 %) | 92 (37,2 %)  | 88 (37,4 %)  |
| Weiblich                                   | 169 (61,9 %) | 170 (59,9 %) | 169 (59,3 %) | 167 (59,6 %) | 157 (60,9 %) | 155 (62,8 %) | 147 (62,6 %) |
| Divers                                     | 3 (1,1 %)    | 2 (0,7 %)    | -            | -            | -            | -            | -            |